# Santarém, Pará
Santarém là một đô thị thuộc bang Pará, Brasil. Đô thị này có diện tích 22887 km², dân số năm 2007 là 276074 người, mật độ 12,1 người/km².